# Pour un syndicalisme autogestionnaire
 (juillet 2017).
Si vous disposez d'ouvrages ou d'articles de référence ou si vous connaissez des sites web de qualité traitant du thème abordé ici, merci de compléter l'article en donnant les références utiles à sa vérifiabilité et en les liant à la section « Notes et références ».
Pour un syndicalisme autogestionnaire (PSA) est un ancien syndicat étudiant fondé par la CFDT en septembre 1982, sous la houlette d'une institutrice spécialisée de 35 ans, Nicole Notat, responsable régionale du SGEN-CFDT, qui venait d'intégrer la direction de la CFDT au poste stratégique de secrétaire nationale à l'éducation. 

## Historique

### Création

#### Le contexte en 1981-1982
Les premiers militants de PSA sont issus de tendance Plus de l'UNEF-ID (« Pour l'Unité syndicale »), considérée comme « rocardienne et réformiste », qui est animée au niveau national par Manuel Valls, Jean-Marie Le Guen, Alain Bauer et Stéphane Fouks, quatre étudiants qui ne rejoindront pas PSA, car elle prend de l'importance au sein de l'UNEF ID après l'élection à la présidence de la République de François Mitterrand le 10 mai 1981.
La naissance a lieu à Sciences Po Paris, fin décembre 1981, autour d'un petit noyau de la tendance Plus de l'UNEF-ID. Elle est suivie par la création, dans les mois qui suivent, de sections à Paris-Dauphine et à Paris-Tolbiac. Parallèlement, des rencontres ont lieu avec les organisations CFDT. La Commission exécutive de la CFDT, au sein de laquelle le projet est porté par Nicole Notat, chargée des dossiers d'éducation, débat officiellement des rapports avec PSA lors de sa réunion du 24 septembre 1982.

#### Les premières percées à Sciences Po, Paris II Assas et Paris IX Dauphine
Les statuts de l'association sont déposés en novembre 1982 quelques jours avant qu'elle présente une liste aux élections universitaires à Dauphine, menée par Pierre Orsatelli et Guillaume de Saint-Phalle, qui obtiennent deux sièges. Très vite, une convention nationale est ensuite organisée à Paris les 17, 19 et 19 juin 1983, pour accueillir des militants de province. Lors des élections universitaires à Dauphine de 1983-1984, PSA passe de 13 % à 16 % tandis que l'UNEF ID passe pour la première fois sous la barre des 10 %.
L'équipe dirigeante de PSA à la création en 1982 voit son mandat renouvelé lors du premier congrès à Bierville, les 9, 10 et 11 mars 1984. Le président est Jacques Maire, futur député LREM, le secrétaire général Daniel Kaplan et le trésorier Stéphane Leccia. Domicilié au 5 rue Mayran, dans le IXe arrondissement de Paris, près du square Montholon, le jeune syndicat était dirigé par un « collectif d'animation », où se retrouvaient également Christian Paul, Gilles-Laurent Rayssac, Éric Loiselet, Patrick Borel, futur dirigeant syndical de la CFDT à la Caisse des dépôts ou encore Pierre Orsatelli, futur cadre au secrétariat de la commission européenne et candidat socialiste aux élections européennes en 1999. Parmi les militants, des responsables aussi de la Jeunesse ouvrière chrétienne, comme Pascal Martineau, futur journaliste, ou Marie-Chantal Toutain.
A la faculté d'Assas, PSA est présent dès 1983, sous l'impulsion de Stéphane Von Gastrow, futur adjoint à la mairie du 20e arrondissement de Paris, qui déplore alors un climat « difficile », car « un groupuscule d'extrême-droite, le GUD, faisait encore régner sa loi dans la fac » mais son arrivée est très mal vu par ce Groupe union défense, qui est l'un des animateurs du mouvement de grèves et manifestations contre la Réforme Savary des universités de 1983 du ministre socialiste de l’Éducation Alain Savary, réforme à laquelle PSA est plutôt favorable et que ses élus Nicolas Thiéry et Patrick Engelbach ont contribué à mettre en application dans le 1er cycle de « Gestion et économie appliquée » de la Faculté de Dauphine.
A Sciences Po Paris, PSA fait ses meilleurs scores, avec une équipe composée de Christian Paul, Éric Loiselet et Florence Mangin, qui fera une carrière dans la diplomatie avant devenir directrice des relations institutionnelles et de la coopération européenne et internationale à la CDC avant de travailler au Haut Conseil à l'égalité entre les femmes et les hommes . 
Gilles-Laurent Rayssac est parti à Nanterre mais aucune section ne verra le jour et dès 1984 il travaille au secrétariat confédéral de la CFDT. À Paris I, Tolbiac se heurte à l'UNEF-ID de Manuel Valls.

### Les idées et les pratiques
PSA est alors très proche des idées de Michel Rocard et de Pierre Rosanvallon, et se veut anti-jacobin, anti-corporatiste, pour une réforme des rigidités de la machine universitaire. Réformiste et moderniste, le jeune syndicat participe, là où il est présent, à la réforme du 1er cycle universitaire initiée par le ministre de l'éducation nationale Alain Savary, qui consiste à proposer à chaque UFR de mettre en place sa propre réforme locale, en éclatant les filières pour jouer la carte de la pluridisciplinarité. C'est l'époque du grand virage de la rigueur, pour la gauche au pouvoir, avec les plans de rigueur initiés par le ministre des finances Jacques Delors en septembre 1982 puis au printemps 1983, un virage appelé de ses vœux par Edmond Maire, secrétaire général de la CFDT dès 1982. 
Malgré le soutien du SGEN-CFDT, et l'apport militant du Mouvement d'action étudiante, PSA échoue dans un premier temps à s'implanter sur les grands campus de l'Université Paris VI (Jussieu), de l'Université Paris VII (Diderot), de l'Université Paris X (Nanterre), de l'Université Paris XI (Orsay), de l'Université Paris XII (Créteil) et l'Université Paris XIII (Villetaneuse), dominés par les deux syndicats rivaux de l'époque, l'Unef-ID et l'Unef-SE, dont PSA critique la politisation et l'archaïsme. Les rocardiens de l'Unef-ID, alors présidée par le trotskyste Jean-Christophe Cambadélis, ont pour la plupart d'entre eux préféré rejoindre PSA à sa création.
Le jeune syndicat a obtenu des élus et de bons scores aux élections universitaire à l'Université Paris IX(Dauphine) et l'IEP de Paris, et dans une moindre mesure à l'Université Paris II (Assas) et l'Université Paris I, avec quelques implantations aussi à Lyon, Lille, Strasbourg et Besançon, ainsi qu'à l'Essec. 

### Le bilan de 1986
En 1986, une partie de ses fondateurs, nés entre 1962 et 1964, ont achevé leurs études et l'ont quitté. Il n'a obtenu qu'un seul siège au CNESER et un seul élu au congrès de la MNEF, Pierre-Étienne Rosenstiehl, responsable de la section de Strasbourg et échoué également aux élections aux conseils d'administration du CNOUS. Son audience étant restée modeste, il a du mal à survivre au mouvement étudiant de 1986, qui profite à l'UNEF-ID. Dans les facultés de Dauphine et d'Assas il conserve une forte implantation, mais dans cette dernière, il est obligé de fusionner avec l'UNEF-ID en raison des risques pour la sécurité des militants découlant de l'activité locale du Groupe union défense. A la faculté de Dauphine il subira à partir de 1987-1988 la concurrence de l'association La Déferlante, créée dans le sillage de la grève contre le projet de loi Devaquet par Yannick Jadot, futur député européen EELV, Ivan Béraud, futur secrétaire général de la F3C CFDT, Emmanuel Faux, futur journaliste à Europe 1, ou encore Baptiste Vennet, Nicolas Thiéry (CFDT) et Jean-Christophe Ulmer (UNEF-ID).

### Le tournant des années 1990
Plus tard, au tournant des années 1990, faute d'assise suffisante, PSA sera infiltré par des trotskystes, comme l'avait été en 1977 son prédécesseur le  MAS, qui avait alors perdu le soutien de la CFDT. Le recentrage de la CFDT, dont PSA avait été l'un des fers de lance entre 1982 et 1987, nécessitait sa dissolution le 13 janvier 1991, juste après cette infiltration trotskyste. Son dernier secrétaire général sera donc Gilles Desbordes (devenu secrétaire général de la fédération CFDT des services)
PSA a toutefois survécu à Paris-II : la section syndicale a intégré l'UNEF-ID, en associant les deux noms. La sauvegarde des deux noms est due à l'histoire de l'université d'Assas. PSA a été le premier syndicat de gauche à s'implanter durablement à Paris-II, malgré les menaces et les agressions physiques perpétuelles contre ses militants, notamment du Groupe union défense. Surtout, c'est PSA qui a été le premier mouvement étudiant de gauche à sortir vainqueur à toutes les élections universitaires à Paris-II depuis 1993.  En 2003, le sigle PSA a disparu, ainsi que les derniers militants se réclamant de son histoire. PSA avait également survécu à Bordeaux, mais a finalement disparu en 1999.
Les archives de PSA sont conservées par la CFDT.